# 라메 (펜싱)

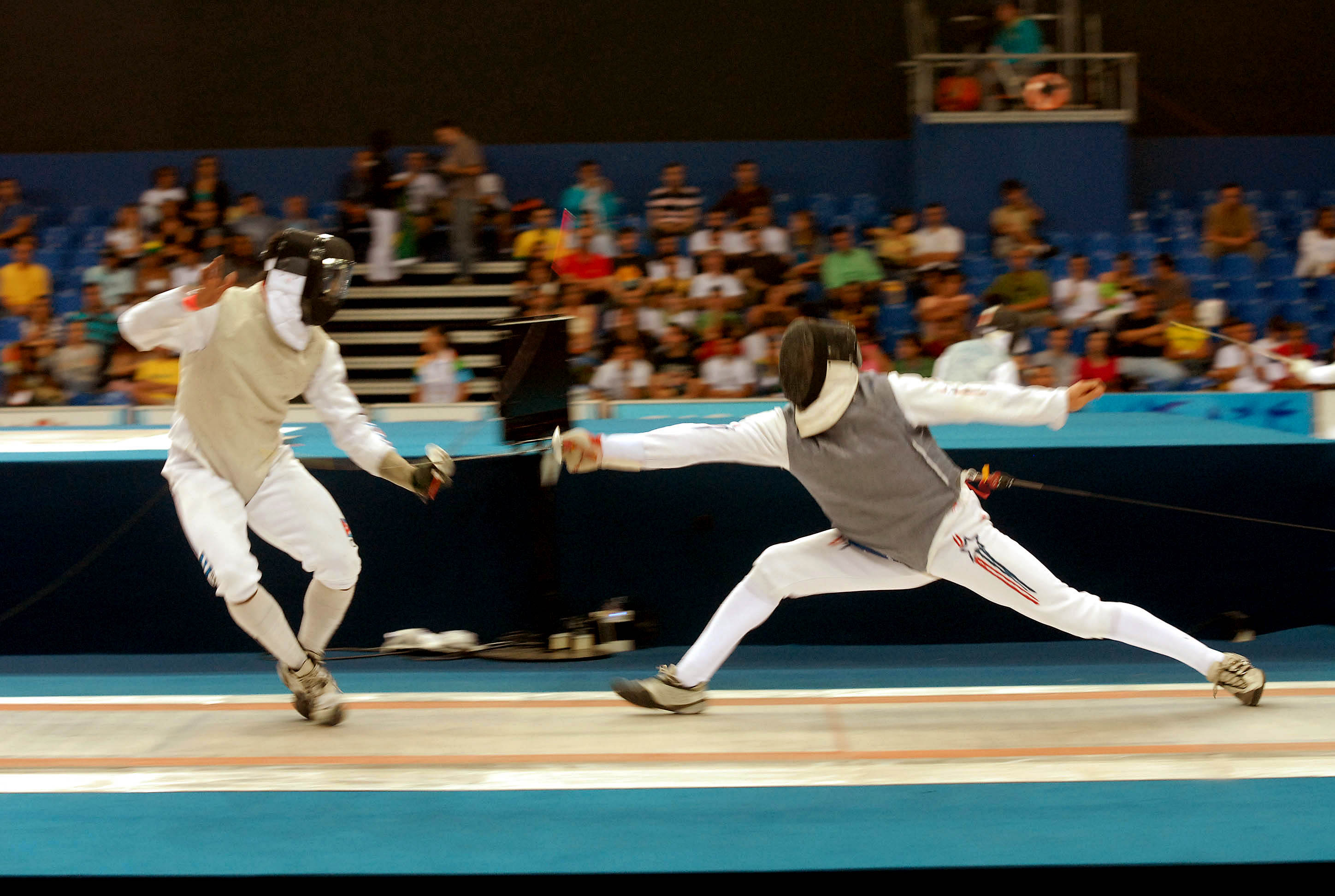
서로 다른 색의 라메를 착용한 플뢰레 펜서들

라메(lamé)는 플뢰레나 사브르 펜서들의 유효면 (두 종목의 유효면은 다르다.) 을 나타내며 전기전도성을 가진 조끼이다. 플뢰레 라메는 본래 광택있는 회색을 전통적으로 사용하였으나, 현재 이와 비슷한 색깔로 다양하게 존재한다. 플뢰레에서의 라메는 등을 포함하여 어깨에서 사타구니까지 덮는다. 국제대회에서 라메는 선수의 성과 국적이 등판에 파란색으로 적혀있다. 더 나아가서 사브르 펜서들은 머리공격에 대한 투셰를 인식하기 위한 마스크를 착용하며, 전도성이 있는 장갑 만셰트 (Manchettes)는 무기를 쥐는 손에 착용된다. 라메는 등쪽의 몸통 코드를 통해 득점계와 연결되며, 상대 선수가 칼끝으로 라메를 찔러 투셰 (사브르에서는 칼날로 베기도 포함)를 성공하였을 때 인식할 수 있도록 한다. 라메는 주로 폴리에스테르로 되어 있으며, 이 위에 주로 강철이나 구리로 짠 섬유가 올려져 광택있는 회색이 된다.